# Alfred Daelemans

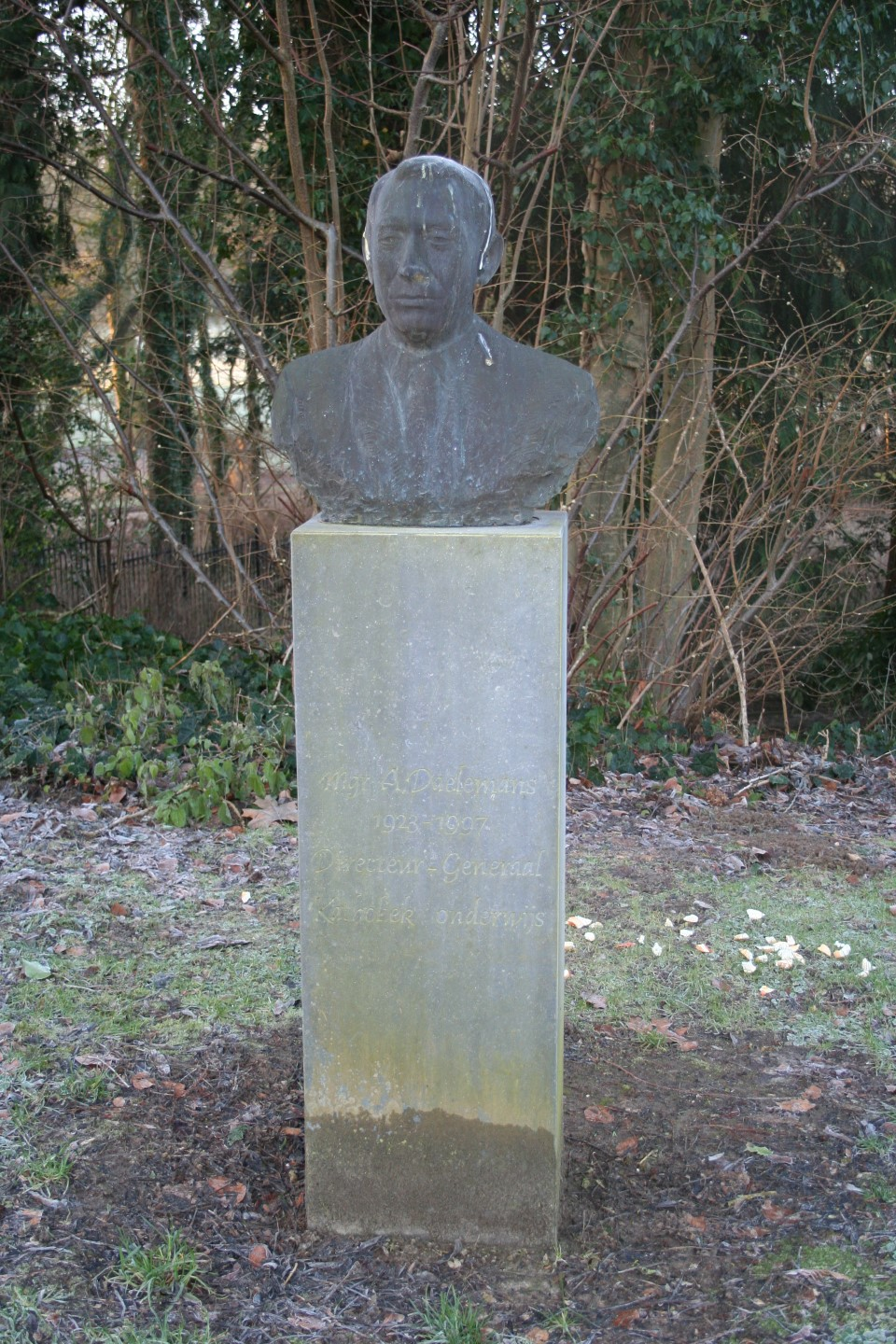
Borstbeeld in Meise

Alfred Daelemans (Puurs, 22 februari 1923 - Leuven, 14 mei 1997) was een Vlaamse katholieke geestelijke.
In 1948 werd hij priester gewijd. Na een korte loopbaan als docent werd hij secretaris-generaal van het National Verbond van het Katholiek Normaalonderwijs (1958-1962) en directeur-generaal van het Nationaal Secretariaat van het Katholiek Onderwijs (NSKO) (1962-1990).
Vanaf 1967 was hij huisprelaat van de paus, en op 28 augustus 1962 kanunnik. Hij werd in 1987 doctor honoris causa aan de Katholieke Universiteit Leuven en ontving in 1989 de Prijs van de Vlaamse Gemeenschap en in 1990 de Europaprijs van de Christen-Democraten van Europa.
In Meise was hij magister van de broederschap van Sint-Elooi.
Zijn archief wordt bewaard door het KADOC.